# Indoporus
Indoporus is een monotypisch geslacht van schimmels behorend tot de familie Boletaceae. Het geslacht bevat alleen Indoporus shoreae.